# UEFA Champions League 2016/17
De UEFA Champions League 2016/17 was het 62e seizoen van het belangrijkste Europese voetbaltoernooi en het 25e seizoen sinds de invoering van de UEFA Champions League.
De finale werd gespeeld op zaterdag 3 juni 2017 in het Millennium Stadium, Cardiff.
De finale werd gewonnen door Real Madrid waardoor het aantal Champions League-kampioenschappen van de club toenam naar 12. 
De club versloeg Juventus met 1-4 en mocht daardoor voor de 12e keer de Champions League-beker mee naar huis nemen.
Door dit kampioenschap heeft de recordkampioen van de UEFA Champions League twee keer achtereenvolgens het toernooi gewonnen. De UEFA Champions League 2015/16 werd namelijk ook al door Real Madrid gewonnen, ten koste van Atletico Madrid.

## Algemene info

### Deelnemers per land
Een totaal van 78 teams van de 54 bonden deed mee aan deze editie van de UEFA Champions League (met uitzondering van Liechtenstein). De UEFA-landenranking bepaalde hoeveel teams ieder land mocht afvaardigen:
- Van de bonden 1-3 kwalificeerden zich vier teams.
- Van de bonden 4-6 kwalificeerden zich drie teams.
- Van de bonden 7-15 kwalificeerden zich twee teams.
- Van de bonden 16-55 kwalificeerde zich één team, met uitzondering van Liechtenstein daar dit land geen eigen voetbalcompetitie had.
- De winnaars van de UEFA Champions League 2015/16 en de UEFA Europa League 2015/16 kwalificeerden zich automatisch voor de groepsfase van het toernooi indien zij geen UEFA Champions League-ticket hadden verkregen via de reguliere competitie.

### De ranking
De verdeling ging op basis van de ranglijst van de UEFA-coëfficiënten. Hierbij werd gekeken naar de Europese prestaties van seizoen 2010/11 tot en met 2014/15.
- (CL) – Plek minder in de UEFA Champions League wegens het er niet in slagen om een UEFA-licentie te bemachtigen.
- (EL) – Extra plek via de UEFA Europa League.

| Nr. | Land        | Coeff. | Clubs | Bijz.  |
| --- | ----------- | ------ | ----- | ------ |
| 1   | Spanje      | 99.999 | 4     | +1(EL) |
| 2   | Engeland    | 80.391 | 4     |        |
| 3   | Duitsland   | 79.415 | 4     |        |
| 4   | Italië      | 70.510 | 3     |        |
| 5   | Portugal    | 61.382 | 3     |        |
| 6   | Frankrijk   | 52.416 | 3     |        |
| 7   | Rusland     | 50.498 | 2     |        |
| 8   | Oekraïne    | 45.166 | 2     |        |
| 9   | Nederland   | 40.979 | 2     |        |
| 10  | België      | 37.200 | 2     |        |
| 11  | Zwitserland | 34.375 | 2     |        |
| 12  | Turkije     | 32.600 | 2     |        |
| 13  | Griekenland | 31.900 | 2     |        |
| 14  | Tsjechië    | 29.125 | 2     |        |
| 15  | Roemenië    | 26.299 | 2     |        |
| 16  | Oostenrijk  | 25.675 | 1     |        |
| 17  | Kroatië     | 23.500 | 1     |        |
| 18  | Cyprus      | 22.300 | 1     |        |
| 19  | Polen       | 21.500 | 1     |        |

| Nr. | Land                  | Coeff. | Clubs | Bijz. |
| --- | --------------------- | ------ | ----- | ----- |
| 20  | Israël                | 21.000 | 1     |       |
| 21  | Wit-Rusland           | 20.750 | 1     |       |
| 22  | Denemarken            | 19.800 | 1     |       |
| 23  | Schotland             | 17.900 | 1     |       |
| 24  | Zweden                | 17.725 | 1     |       |
| 25  | Bulgarije             | 16.750 | 1     |       |
| 26  | Noorwegen             | 14.375 | 1     |       |
| 27  | Servië                | 13.875 | 1     |       |
| 28  | Slovenië              | 13.625 | 1     |       |
| 29  | Azerbeidzjan          | 12.500 | 1     |       |
| 30  | Slowakije             | 11.250 | 1     |       |
| 31  | Hongarije             | 11.000 | 1     |       |
| 32  | Kazachstan            | 10.375 | 1     |       |
| 33  | Moldavië              | 10.000 | 1     |       |
| 34  | Georgië               | 9.375  | 1     |       |
| 35  | Finland               | 8.200  | 1     |       |
| 36  | IJsland               | 8.000  | 1     |       |
| 37  | Bosnië en Herzegovina | 7.500  | 1     |       |

| Nr. | Land          | Coeff. | Clubs | Bijz.  |
| --- | ------------- | ------ | ----- | ------ |
| 38  | Liechtenstein | 6.000  | 0     |        |
| 39  | Macedonië     | 5.875  | 1     |        |
| 40  | Ierland       | 5.750  | 1     |        |
| 41  | Montenegro    | 5.625  | 1     |        |
| 42  | Albanië       | 5.375  | 1     |        |
| 43  | Luxemburg     | 5.125  | 1     |        |
| 44  | Noord-Ierland | 4.875  | 1     |        |
| 45  | Litouwen      | 4.500  | 1     |        |
| 46  | Letland       | 4.250  | 1     |        |
| 47  | Malta         | 4.208  | 1     |        |
| 48  | Estland       | 3.500  | 1     |        |
| 49  | Faeröer       | 3.500  | 1     |        |
| 50  | Wales         | 2.875  | 1     |        |
| 51  | Armenië       | 2.750  | 1     |        |
| 52  | Andorra       | 0.833  | 1     |        |
| 53  | San Marino    | 0.499  | 1     |        |
| 54  | Gibraltar     | 0.250  | 1     |        |
| 55  | Kosovo        | 0.000  | 1     | −1(CL) |

### Data
Alle lotingen, met uitzondering van de groepsfase, vonden plaats in het UEFA hoofdkantoor in Nyon, Zwitserland. De loting van de groepsfase vond plaats op 25 augustus 2016 in Monaco.
| Fase          | Ronde                    | Datum loting     | Heenwedstrijd                                   | Terugwedstrijd                                  |
| ------------- | ------------------------ | ---------------- | ----------------------------------------------- | ----------------------------------------------- |
| Kwalificatie  | Eerste kwalificatieronde | 20 juni 2016     | 28 juni 2016                                    | 5 en 6 juli 2016                                |
| Kwalificatie  | Tweede kwalificatieronde | 20 juni 2016     | 12 en 13 juli 2016                              | 19 en 20 juli 2016                              |
| Kwalificatie  | Derde kwalificatieronde  | 15 juli 2016     | 26 en 27 juli 2016                              | 2 en 3 augustus 2016                            |
| Play-off      | Play-offronde            | 5 augustus 2016  | 16 en 17 augustus 2016                          | 23 en 24 augustus 2016                          |
| Groepsfase    | Wedstrijddag 1           | 25 augustus 2016 | 13 en 14 september 2016                         | 13 en 14 september 2016                         |
| Groepsfase    | Wedstrijddag 2           | 25 augustus 2016 | 27 en 28 september 2016                         | 27 en 28 september 2016                         |
| Groepsfase    | Wedstrijddag 3           | 25 augustus 2016 | 18 en 19 oktober 2016                           | 18 en 19 oktober 2016                           |
| Groepsfase    | Wedstrijddag 4           | 25 augustus 2016 | 1 en 2 november 2016                            | 1 en 2 november 2016                            |
| Groepsfase    | Wedstrijddag 5           | 25 augustus 2016 | 22 en 23 november 2016                          | 22 en 23 november 2016                          |
| Groepsfase    | Wedstrijddag 6           | 25 augustus 2016 | 6 en 7 december 2016                            | 6 en 7 december 2016                            |
| Knockout fase | Achtste finale           | 12 december 2016 | 14–15 februari & 21–22 februari 2017            | 7–8 maart & 14–15 maart 2017                    |
| Knockout fase | Kwartfinale              | 17 maart 2017    | 11 en 12 april 2017                             | 18 en 19 april 2017                             |
| Knockout fase | Halve finale             | 21 april 2017    | 2 en 3 mei 2017                                 | 9 en 10 mei 2017                                |
| Knockout fase | Finale                   | 21 april 2017    | 3 juni 2017 in het Millennium Stadium, Cardiff. | 3 juni 2017 in het Millennium Stadium, Cardiff. |

## Teams
Onderstaande tabel geeft alle deelnemers aan deze editie weer en toont in welke ronde de club van start gaat.
| Hoofdtoernooi            | Hoofdtoernooi      | Hoofdtoernooi            | Hoofdtoernooi                |
| ------------------------ | ------------------ | ------------------------ | ---------------------------- |
| Real Madrid TH           | Tottenham Hotspur  | Benfica                  | PSV                          |
| FC Barcelona             | Bayern München     | Sporting Lissabon        | Club Brugge                  |
| Atlético Madrid          | Borussia Dortmund  | Paris Saint-Germain      | FC Basel                     |
| FC Sevilla EL-TH         | Bayer Leverkusen   | Olympique Lyon           | Beşiktaş                     |
| Leicester City           | Juventus           | CSKA Moskou              |                              |
| Arsenal                  | Napoli             | Dynamo Kiev              |                              |
| Play-offronde            |                    |                          |                              |
| Kampioenen               | Niet-kampioenen    | Niet-kampioenen          | Niet-kampioenen              |
|                          | Villarreal         | Borussia Mönchengladbach | FC Porto                     |
| Manchester City          | AS Roma            |                          |                              |
| Derde kwalificatieronde  |                    |                          |                              |
| Kampioenen               | Niet-kampioenen    | Niet-kampioenen          | Niet-kampioenen              |
| Olympiakos               | AS Monaco          | Anderlecht               | Sparta Praag                 |
| Viktoria Pilsen          | FK Rostov          | BSC Young Boys           | Steaua Boekarest             |
| Astra Giurgiu            | Sjachtar Donetsk   | Fenerbahçe               |                              |
|                          | Ajax               | PAOK                     |                              |
| Tweede kwalificatieronde |                    |                          |                              |
| Red Bull Salzburg        | IFK Norrköping     | Astana                   | Mladost Podgorica            |
| Dinamo Zagreb            | Ludogorets         | Sheriff Tiraspol         | Partizani Tirana [Bijz. ALB] |
| APOEL Nicosia            | Rosenborg BK       | Dinamo Tbilisi           | F91 Dudelange                |
| Legia Warschau           | Rode Ster Belgrado | SJK                      | Crusaders                    |
| Hapoel Beër Sjeva        | Olimpija Ljubljana | FH                       | Žalgiris                     |
| BATE Borisov             | Qarabağ            | Zrinjski Mostar          | Liepāja                      |
| FC Kopenhagen            | AS Trenčín         | Vardar                   |                              |
| Celtic                   | Ferencváros        | Dundalk                  |                              |
| Eerste kwalificatieronde |                    |                          |                              |
| Valletta                 | The New Saints     | Tre Penne                |                              |
| Flora Tallinn            | Alasjkert          | Lincoln Red Imps         |                              |
| B36 Tórshavn             | FC Santa Coloma    | Feronikeli [Bijz. KOS]   |                              |

Bijzonderheden
 - Albanië (ALB): Skënderbeu Korçë kwalificeerde zich als kampioen voor de Champions League, maar werd uitgesloten van deelname wegens matchfixing. Het ticket schoof door naar de nummer twee Partizani Tirana. Daarbij had Skënderbeu Korçë een zaak tegen uitsluiting aan gespannen bij CAS. De zaak kwam op 6 juli 2016 aan de orde. Het CAS besliste om de straf te handhaven, waardoor Partizani Tirana het ticket kreeg toegeschoven. Dit had eveneens als gevolg dat Slovan Bratislava, de tegenstander van Partizani Tirana in de eerste kwalificatieronde van de Europa League, zich automatisch plaatste voor de tweede kwalificatieronde van het desbetreffende toernooi.
 - Kosovo (KOS): Feronikeli kwalificeerde zich als kampioen voor de Champions League, maar slaagde er niet in om een UEFA-licentie te bemachtigen. Dit gold overigens voor alle Kosovaarse clubs, waardoor geen enkele club Europees actief zal zijn dit seizoen.

## Kwalificatierondes

### Eerste kwalificatieronde
Aan de eerste kwalificatieronde deden 8 teams mee. De loting vond plaats op 20 juni 2016. De heenwedstrijden werden gespeeld op 28 juni, de terugwedstrijden op 5 en 6 juli 2016.
| Team 1          | Tot.      | Team 2           | 1e wedstr. | 2e wedstr. |
| --------------- | --------- | ---------------- | ---------- | ---------- |
| Flora Tallinn   | 2 – 3     | Lincoln Red Imps | 2 – 1      | 0 – 2      |
| The New Saints  | 5 – 1     | Tre Penne        | 2 – 1      | 3 – 0      |
| Valletta        | (u) 2 – 2 | B36 Tórshavn     | 1 – 0      | 1 – 2      |
| FC Santa Coloma | 0 – 3     | Alasjkert        | 0 – 0      | 0 – 3      |

### Tweede kwalificatieronde
Aan de tweede kwalificatieronde deden 34 teams mee. De loting vond plaats op 20 juni 2016. De heenwedstrijden werden gespeeld op 12 en 13 juli, de terugwedstrijden op 19 en 20 juli 2016.
| Team 1             | Tot.             | Team 2             | 1e wedstr. | 2e wedstr.   |
| ------------------ | ---------------- | ------------------ | ---------- | ------------ |
| Qarabağ            | 3 – 1            | F91 Dudelange      | 2 – 0      | 1 – 1        |
| Hapoel Beër Sjeva  | 3 – 2            | Sheriff Tiraspol   | 3 – 2      | 0 – 0        |
| Olimpija Ljubljana | 6 – 6 (u)        | AS Trenčín         | 3 – 4      | 3 – 2        |
| Red Bull Salzburg  | 3 – 0            | Liepāja            | 1 – 0      | 2 – 0        |
| Vardar             | 3 – 5            | Dinamo Zagreb      | 1 – 2      | 2 – 3        |
| The New Saints     | 0 – 3            | APOEL Nicosia      | 0 – 0      | 0 – 3        |
| Zrinjski Mostar    | 1 – 3            | Legia Warschau     | 1 – 1      | 0 – 2        |
| Ludogorets         | 5 – 0            | Mladost Podgorica  | 2 – 0      | 3 – 0        |
| Dinamo Tbilisi     | 3 – 1            | Alasjkert          | 2 – 0      | 1 – 1        |
| Žalgiris           | 1 – 2            | Astana             | 0 – 0      | 1 – 2        |
| Partizani Tirana * | 2 – 2 ns (3 – 1) | Ferencváros        | 1 – 1      | 1 – 1 (n.v.) |
| BATE Borisov       | 4 – 2            | SJK                | 2 – 0      | 2 – 2        |
| Valletta           | 2 – 4            | Rode Ster Belgrado | 1 – 2      | 1 – 2        |
| Rosenborg          | 5 – 4            | IFK Norrköping     | 3 – 1      | 2 – 3        |
| Dundalk            | (u) 3 – 3        | FH                 | 1 – 1      | 2 – 2        |
| Lincoln Red Imps   | 1 – 3            | Celtic             | 1 – 0      | 0 – 3        |
| Crusaders          | 0 – 9            | FC Kopenhagen      | 0 – 3      | 0 – 6        |

Bijz.: * Skënderbeu Korçë had een zaak tegen uitsluiting aan gespannen bij het CAS. De zaak kwam op 6 juli 2016 aan de orde. Het CAS besloot om de straf te handhaven, waardoor de plaats werd ingenomen door Partizani Tirana.

### Derde kwalificatieronde
De loting vond plaats op 15 juli 2016. De derde kwalificatieronde bestaat uit twee aparte constructies: een voor kampioenen en een voor niet-kampioenen. De verliezende clubs uit beide constructies zullen doorstromen naar de play-offronde van de UEFA Europa League 2016/17. De heenwedstrijden worden gespeeld op 26 en 27 juli, de terugwedstrijden op 2 en 3 augustus 2016.

#### Kampioenen
Aan de derde kwalificatieronde voor kampioenen deden 20 clubs mee: 3 nieuwe clubs en de 17 winnaars uit de tweede kwalificatieronde.
| Team 1             | Tot.      | Team 2             | 1e wedstr. | 2e wedstr.   |
| ------------------ | --------- | ------------------ | ---------- | ------------ |
| Rosenborg          | 2 – 4     | APOEL Nicosia      | 2 – 1      | 0 – 3        |
| Dinamo Zagreb      | 3 – 0     | Dinamo Tbilisi     | 2 – 0      | 1 – 0        |
| Olympiakos Piraeus | 0 – 1     | Hapoel Beër Sjeva  | 0 – 0      | 0 – 1        |
| Astana             | 2 – 3     | Celtic             | 1 – 1      | 1 – 2        |
| AS Trenčín         | 0 – 1     | Legia Warschau     | 0 – 1      | 0 – 0        |
| Viktoria Pilsen    | (u) 1 – 1 | Qarabağ            | 0 – 0      | 1 – 1        |
| Astra Giurgiu      | 1 – 4     | FC Kopenhagen      | 1 – 1      | 0 – 3        |
| BATE Borisov       | 1 – 3     | Dundalk            | 1 – 0      | 0 – 3        |
| Ludogorets         | 6 – 4     | Rode Ster Belgrado | 2 – 2      | 4 – 2 (n.v.) |
| Partizani Tirana   | 0 – 3     | Red Bull Salzburg  | 0 – 1      | 0 – 2        |

#### Niet-kampioenen
Aan de derde kwalificatieronde voor niet-kampioenen deden 10 clubs mee.
| Team 1           | Tot.             | Team 2           | 1e wedstr. | 2e wedstr.   |
| ---------------- | ---------------- | ---------------- | ---------- | ------------ |
| Ajax             | 3 – 2            | PAOK Saloniki    | 1 – 1      | 2 – 1        |
| Sparta Praag     | 1 – 3            | Steaua Boekarest | 1 – 1      | 0 – 2        |
| Sjachtar Donetsk | 2 – 2 ns (2 – 4) | BSC Young Boys   | 2 – 0      | 0 – 2 (n.v.) |
| FK Rostov        | 4 – 2            | Anderlecht       | 2 – 2      | 2 – 0        |
| Fenerbahçe       | 3 – 4            | AS Monaco        | 2 – 1      | 1 – 3        |

### Play-offronde
De loting vond plaats op 5 augustus 2016. De play-offronde bestond uit twee aparte constructies: een voor kampioenen en een voor niet-kampioenen. De verliezende clubs uit beide constructies stroomden door naar de groepsfase van de UEFA Europa League 2016/17. De heenwedstrijden werden gespeeld op 16 en 17 augustus, de terugwedstrijden op 23 en 24 augustus 2016.

#### Kampioenen
Aan de play-off ronde voor kampioenen deden de 10 winnaars van de derde kwalificatieronde mee.
| Team 1        | Tot.  | Team 2            | 1e wedstr. | 2e wedstr.   |
| ------------- | ----- | ----------------- | ---------- | ------------ |
| Ludogorets    | 4 – 2 | Viktoria Pilsen   | 2 – 0      | 2 – 2        |
| Celtic        | 5 – 4 | Hapoel Beër Sjeva | 5 – 2      | 0 – 2        |
| FC Kopenhagen | 2 – 1 | APOEL Nicosia     | 1 – 0      | 1 – 1        |
| Dundalk       | 1 – 3 | Legia Warschau    | 0 – 2      | 1 – 1        |
| Dinamo Zagreb | 3 – 2 | Red Bull Salzburg | 1 – 1      | 2 – 1 (n.v.) |

#### Niet-kampioenen
Aan de play-off ronde voor niet-kampioenen deden 10 clubs mee: 5 nieuwe teams en de 5 winnaars uit de derde kwalificatieronde.
| Team 1           | Tot.  | Team 2                   | 1e wedstr. | 2e wedstr. |
| ---------------- | ----- | ------------------------ | ---------- | ---------- |
| Steaua Boekarest | 0 – 6 | Manchester City          | 0 – 5      | 0 – 1      |
| FC Porto         | 4 – 1 | AS Roma                  | 1 – 1      | 3 – 0      |
| Ajax             | 2 – 5 | FK Rostov                | 1 – 1      | 1 – 4      |
| BSC Young Boys   | 2 – 9 | Borussia Mönchengladbach | 1 – 3      | 1 – 6      |
| Villarreal       | 1 – 3 | AS Monaco                | 1 – 2      | 0 – 1      |

## Hoofdtoernooi

### Groepsfase
De loting vond plaats op donderdag 25 augustus 2016. Een totaal van 32 clubs werden verdeeld over 8 groepen, met de regel dat clubs uit dezelfde landen niet in dezelfde groep konden komen. Clubs uit Rusland en Oekraïne konden elkaar niet loten en derhalve niet in dezelfde groep terecht komen.
| Pot 1               | Pot 1   |
| Team                | Coeff.  |
| ------------------- | ------- |
| Real Madrid TH      | 176.142 |
| FC Barcelona        | 159.142 |
| Leicester City      | 15.256  |
| Bayern München      | 163.035 |
| Juventus            | 107.087 |
| Benfica             | 116.616 |
| Paris Saint-Germain | 112.549 |
| CSKA Moskou         | 48.716  |

| Pot 2             | Pot 2   |
| Team              | Coeff.  |
| ----------------- | ------- |
| Atlético Madrid   | 144.142 |
| Borussia Dortmund | 110.035 |
| Arsenal           | 105.256 |
| Manchester City   | 99.256  |
| FC Sevilla EL-TH  | 95.642  |
| FC Porto          | 92.616  |
| Napoli            | 90.087  |
| Bayer Leverkusen  | 89.035  |

| Pot 3                    | Pot 3  |
| Team                     | Coeff. |
| ------------------------ | ------ |
| FC Basel                 | 87.755 |
| Tottenham Hotspur        | 74.256 |
| Dynamo Kiev              | 65.976 |
| Olympique Lyon           | 63.049 |
| PSV                      | 57.112 |
| Sporting Lissabon        | 51.616 |
| Club Brugge              | 43.000 |
| Borussia Mönchengladbach | 42.035 |

| Pot 4          | Pot 4  |
| Team           | Coeff. |
| -------------- | ------ |
| Celtic         | 40.460 |
| AS Monaco      | 36.549 |
| Beşiktaş       | 34.920 |
| Legia Warschau | 28.000 |
| Dinamo Zagreb  | 25.775 |
| PFK Ludogorets | 25.625 |
| FC Kopenhagen  | 24.720 |
| FK Rostov      | 11.716 |

#### Poule A
| Club                | Wed | Win | Gel | Ver | DV | DT | +/− | Pnt |
| ------------------- | --- | --- | --- | --- | -- | -- | --- | --- |
| Arsenal             | 6   | 4   | 2   | 0   | 18 | 6  | +12 | 14  |
| Paris Saint-Germain | 6   | 3   | 3   | 0   | 13 | 7  | +6  | 12  |
| PFK Ludogorets      | 6   | 0   | 3   | 3   | 6  | 15 | −9  | 3   |
| FC Basel            | 6   | 0   | 2   | 4   | 3  | 12 | −9  | 2   |

|                             |                              |       |                               |                                                                             |
| 13 september 2016 20:45 uur | Paris Saint-Germain          | 1 – 1 | Arsenal                       | Parc des Princes, Parijs Toeschouwers: 46.440 Scheidsrechter: Viktor Kassai |
| 13 september 2016 20:45 uur | Cavani 1' Verratti 8', 90+3' |       | 78' Sánchez 88', 90+3' Giroud | Parc des Princes, Parijs Toeschouwers: 46.440 Scheidsrechter: Viktor Kassai |

|                             |             |       |                |                                                                              |
| 13 september 2016 20:45 uur | FC Basel    | 1 – 1 | PFK Ludogorets | St. Jakob-Park, Bazel Toeschouwers: 30.852 Scheidsrechter: Aleksej Koelbakov |
| 13 september 2016 20:45 uur | Steffen 79' |       | 45' Cafú       | St. Jakob-Park, Bazel Toeschouwers: 30.852 Scheidsrechter: Aleksej Koelbakov |

|                             |                |       |                             |                                                                                           |
| 28 september 2016 20:45 uur | PFK Ludogorets | 1 – 3 | Paris Saint-Germain         | Vasil Levski Nationaal Stadion, Sofia Toeschouwers: 17.155 Scheidsrechter: Pavel Královec |
| 28 september 2016 20:45 uur | Natanael 16'   |       | 41' Matuidu 56', 60' Cavani | Vasil Levski Nationaal Stadion, Sofia Toeschouwers: 17.155 Scheidsrechter: Pavel Královec |

|                             |                 |       |          |                                                                              |
| 28 september 2016 20:45 uur | Arsenal         | 2 – 0 | FC Basel | Emirates Stadium, Londen Toeschouwers: 59.993 Scheidsrechter: Danny Makkelie |
| 28 september 2016 20:45 uur | Walcott 7', 26' |       |          | Emirates Stadium, Londen Toeschouwers: 59.993 Scheidsrechter: Danny Makkelie |

|                           |                                                                   |       |                |                                                                                 |
| 19 oktober 2016 20:45 uur | Arsenal                                                           | 6 – 0 | PFK Ludogorets | Emirates Stadium, Londen Toeschouwers: 59.944 Scheidsrechter: Artur Soares Dias |
| 19 oktober 2016 20:45 uur | Sánchez 13' Walcott 42' Oxlade-Chamberlain 47' Özil 56', 83', 87' |       |                | Emirates Stadium, Londen Toeschouwers: 59.944 Scheidsrechter: Artur Soares Dias |

|                           |                                            |       |          |                                                                             |
| 19 oktober 2016 20:45 uur | Paris Saint-Germain                        | 3 – 0 | FC Basel | Parc des Princes, Parijs Toeschouwers: 46.488 Scheidsrechter: Deniz Aytekin |
| 19 oktober 2016 20:45 uur | Di María 40' Lucas 62' Cavani 90+3' (pen.) |       |          | Parc des Princes, Parijs Toeschouwers: 46.488 Scheidsrechter: Deniz Aytekin |

|                           |                     |       |                               |                                                                                        |
| 1 november 2016 20:45 uur | PFK Ludogorets      | 2 – 3 | Arsenal                       | Vasil Levski Nationaal Stadion, Sofia Toeschouwers: 30.862 Scheidsrechter: Bas Nijhuis |
| 1 november 2016 20:45 uur | Cafú 12' Keșerü 15' |       | 20' Xhaka 42' Giroud 88' Özil | Vasil Levski Nationaal Stadion, Sofia Toeschouwers: 30.862 Scheidsrechter: Bas Nijhuis |

|                           |                        |       |                         |                                                                           |
| 1 november 2016 20:45 uur | FC Basel               | 1 – 2 | Paris Saint-Germain     | St. Jakob-Park, Bazel Toeschouwers: 34.639 Scheidsrechter: Ovidiu Haţegan |
| 1 november 2016 20:45 uur | Zuffi 76' Die 78', 84' |       | 43' Matuidi 90' Meunier | St. Jakob-Park, Bazel Toeschouwers: 34.639 Scheidsrechter: Ovidiu Haţegan |

|                            |                                         |       |                             |                                                                           |
| 23 november 2016 20:45 uur | Arsenal                                 | 2 – 2 | Paris Saint-Germain         | Emirates Stadium, Londen Toeschouwers: 59.628 Scheidsrechter: Felix Brych |
| 23 november 2016 20:45 uur | Giroud 45+1' (pen.) Verratti 60' (e.d.) |       | 18' Cavani 77' (e.d.) Iwobi | Emirates Stadium, Londen Toeschouwers: 59.628 Scheidsrechter: Felix Brych |

|                            |                |       |          |                                                                                            |
| 23 november 2016 20:45 uur | PFK Ludogorets | 0 – 0 | FC Basel | Vasil Levski Nationaal Stadion, Sofia Toeschouwers: 20.821 Scheidsrechter: Martin Atkinson |
| 23 november 2016 20:45 uur |                |       |          | Vasil Levski Nationaal Stadion, Sofia Toeschouwers: 20.821 Scheidsrechter: Martin Atkinson |

|                           |                           |       |                            |                                                                                       |
| 6 december 2016 20:45 uur | Paris Saint-Germain       | 2 – 2 | PFK Ludogorets             | Parc des Princes, Parijs Toeschouwers: 42.650 Scheidsrechter: Anastasios Sidiropoulos |
| 6 december 2016 20:45 uur | Cavani 61' Di María 90+2' |       | 15' Misidjan 69' Wanderson | Parc des Princes, Parijs Toeschouwers: 42.650 Scheidsrechter: Anastasios Sidiropoulos |

|                           |             |       |                                    |                                                                        |
| 6 december 2016 20:45 uur | FC Basel    | 1 – 4 | Arsenal                            | St. Jakob-Park, Bazel Toeschouwers: 36.000 Scheidsrechter: Jorge Sousa |
| 6 december 2016 20:45 uur | Doumbia 78' |       | 8', 16', 47' Lucas Pérez 53' Iwobi | St. Jakob-Park, Bazel Toeschouwers: 36.000 Scheidsrechter: Jorge Sousa |

#### Poule B
| Club        | Wed | Win | Gel | Ver | DV | DT | +/− | Pnt |
| ----------- | --- | --- | --- | --- | -- | -- | --- | --- |
| Napoli      | 6   | 3   | 2   | 1   | 11 | 8  | +3  | 11  |
| Benfica     | 6   | 2   | 2   | 2   | 10 | 10 | 0   | 8   |
| Beşiktaş    | 6   | 1   | 4   | 1   | 9  | 14 | −5  | 7   |
| Dynamo Kiev | 6   | 1   | 2   | 3   | 8  | 6  | +2  | 5   |

|                             |                                 |       |                  |                                                                           |
| 13 september 2016 20:45 uur | Dynamo Kiev                     | 1 – 2 | Napoli           | NSK Olimpiejsky, Kiev Toeschouwers: 35.137 Scheidsrechter: William Collum |
| 13 september 2016 20:45 uur | Harmasj 26' Sydortsjoek 9', 68' |       | 36', 45+2' Milik | NSK Olimpiejsky, Kiev Toeschouwers: 35.137 Scheidsrechter: William Collum |

|                             |           |       |               |                                                                             |
| 13 september 2016 20:45 uur | Benfica   | 1 – 1 | Beşiktaş      | Estádio da Luz, Lissabon Toeschouwers: 42.126 Scheidsrechter: Milorad Mažić |
| 13 september 2016 20:45 uur | Cervi 12' |       | 90+3' Talisca | Estádio da Luz, Lissabon Toeschouwers: 42.126 Scheidsrechter: Milorad Mažić |

|                             |              |       |               |                                                                             |
| 28 september 2016 20:45 uur | Beşiktaş     | 1 – 1 | Dynamo Kiev   | Vodafone Arena, Istanboel Toeschouwers: 33.938 Scheidsrechter: Felix Zwayer |
| 28 september 2016 20:45 uur | Quaresma 29' |       | 65' Tsihankov | Vodafone Arena, Istanboel Toeschouwers: 33.938 Scheidsrechter: Felix Zwayer |

|                             |                                              |       |                       |                                                                           |
| 28 september 2016 20:45 uur | Napoli                                       | 4 – 2 | Benfica               | Stadio San Paolo, Napels Toeschouwers: 41.281 Scheidsrechter: Felix Brych |
| 28 september 2016 20:45 uur | Hamšík 20' Mertens 51', 58' Milik 54' (pen.) |       | 70' Guedes 86' Salvio | Stadio San Paolo, Napels Toeschouwers: 41.281 Scheidsrechter: Felix Brych |

|                           |                                   |       |                                |                                                                               |
| 19 oktober 2016 20:45 uur | Napoli                            | 2 – 3 | Beşiktaş                       | Stadio San Paolo, Napels Toeschouwers: 28.502 Scheidsrechter: Sergej Karasjov |
| 19 oktober 2016 20:45 uur | Mertens 30' Gabbiadini 69' (pen.) |       | 12' Adriano 38', 86' Aboubakar | Stadio San Paolo, Napels Toeschouwers: 28.502 Scheidsrechter: Sergej Karasjov |

|                           |             |                            |         |                                                                            |
| 19 oktober 2016 20:45 uur | Dynamo Kiev | 0 – 2                      | Benfica | NSK Olimpiejsky, Kiev Toeschouwers: 25.991 Scheidsrechter: David Fernández |
| 19 oktober 2016 20:45 uur |             | 9' (pen.) Salvio 55' Cervi |         | NSK Olimpiejsky, Kiev Toeschouwers: 25.991 Scheidsrechter: David Fernández |

|                           |                     |       |            |                                                                                 |
| 1 november 2016 20:45 uur | Beşiktaş            | 1 – 1 | Napoli     | Vodafone Arena, Istanboel Toeschouwers: 35.552 Scheidsrechter: Mark Clattenburg |
| 1 november 2016 20:45 uur | Quaresma 79' (pen.) |       | 82' Hamšík | Vodafone Arena, Istanboel Toeschouwers: 35.552 Scheidsrechter: Mark Clattenburg |

|                           |                     |       |             |                                                                              |
| 1 november 2016 20:45 uur | Benfica             | 1 – 0 | Dynamo Kiev | Estádio da Luz, Lissabon Toeschouwers: 51.641 Scheidsrechter: Clément Turpin |
| 1 november 2016 20:45 uur | Salvio 45+2' (pen.) |       |             | Estádio da Luz, Lissabon Toeschouwers: 51.641 Scheidsrechter: Clément Turpin |

|                            |                                             |       |                                 |                                                                              |
| 23 november 2016 20:45 uur | Beşiktaş                                    | 3 – 3 | Benfica                         | Vodafone Arena, Istanboel Toeschouwers: 36.063 Scheidsrechter: Damir Skomina |
| 23 november 2016 20:45 uur | Tosun 58' Quaresma 83' (pen.) Aboubakar 89' |       | 10' Guedes 25' Semedo 31' Fejsa | Vodafone Arena, Istanboel Toeschouwers: 36.063 Scheidsrechter: Damir Skomina |

|                            |        |       |             |                                                                              |
| 23 november 2016 20:45 uur | Napoli | 0 – 0 | Dynamo Kiev | Stadio San Paolo, Napels Toeschouwers: 33.736 Scheidsrechter: Ovidiu Haţegan |
| 23 november 2016 20:45 uur |        |       |             | Stadio San Paolo, Napels Toeschouwers: 33.736 Scheidsrechter: Ovidiu Haţegan |

|                           |                                                                                                  |       |                             |                                                                          |
| 6 december 2016 20:45 uur | Dynamo Kiev                                                                                      | 6 – 0 | Beşiktaş                    | NSK Olimpiejsky, Kiev Toeschouwers: 14.036 Scheidsrechter: Craig Thomson |
| 6 december 2016 20:45 uur | Besyedin 9' Jarmolenko 30' (pen.) Buyalskyi 32' González 45+2' Sydortsjoek 60' Júnior Moraes 77' |       | 29' Beck 30', 56' Aboubakar | NSK Olimpiejsky, Kiev Toeschouwers: 14.036 Scheidsrechter: Craig Thomson |

|                           |             |       |                          |                                                                                   |
| 6 december 2016 20:45 uur | Benfica     | 1 – 2 | Napoli                   | Estádio da Luz, Lissabon Toeschouwers: 55.364 Scheidsrechter: Antonio Mateu Lahoz |
| 6 december 2016 20:45 uur | Jiménez 87' |       | 60' Callejón 79' Mertens | Estádio da Luz, Lissabon Toeschouwers: 55.364 Scheidsrechter: Antonio Mateu Lahoz |

#### Poule C
| Club                | Wed | Win | Gel | Ver | DV | DT | +/− | Pnt |
| ------------------- | --- | --- | --- | --- | -- | -- | --- | --- |
| FC Barcelona        | 6   | 5   | 0   | 1   | 20 | 4  | +16 | 15  |
| Manchester City     | 6   | 2   | 3   | 1   | 12 | 10 | +2  | 9   |
| Borussia M'gladbach | 6   | 1   | 2   | 3   | 5  | 12 | −7  | 5   |
| Celtic              | 6   | 0   | 3   | 3   | 5  | 16 | −11 | 3   |

|                             |                                                           |       |        |                                                                         |
| 13 september 2016 20:45 uur | FC Barcelona                                              | 7 – 0 | Celtic | Camp Nou, Barcelona Toeschouwers: 73.290 Scheidsrechter: Ovidiu Haţegan |
| 13 september 2016 20:45 uur | Messi 3', 27', 60' Neymar 50' Iniesta 59' Suárez 75', 88' |       |        | Camp Nou, Barcelona Toeschouwers: 73.290 Scheidsrechter: Ovidiu Haţegan |

|                             |                                            |       |                          |                                                                               |
| 14 september 2016 20:45 uur | Manchester City                            | 4 – 0 | Borussia Mönchengladbach | Etihad Stadium, Manchester Toeschouwers: 30.270 Scheidsrechter: Björn Kuipers |
| 14 september 2016 20:45 uur | Agüero 9', 28' (pen.), 77' Iheanacho 90+1' |       |                          | Etihad Stadium, Manchester Toeschouwers: 30.270 Scheidsrechter: Björn Kuipers |

|                             |                          |       |                     |                                                                                   |
| 28 september 2016 20:45 uur | Borussia Mönchengladbach | 1 – 2 | FC Barcelona        | Borussia-Park, Mönchengladbach Toeschouwers: 46.283 Scheidsrechter: Damir Skomina |
| 28 september 2016 20:45 uur | Hazard 34'               |       | 65' Turan 74' Piqué | Borussia-Park, Mönchengladbach Toeschouwers: 46.283 Scheidsrechter: Damir Skomina |

|                             |                                     |       |                                         |                                                                          |
| 28 september 2016 20:45 uur | Celtic                              | 3 – 3 | Manchester City                         | Celtic Park, Glasgow Toeschouwers: 57.592 Scheidsrechter: Nicola Rizzoli |
| 28 september 2016 20:45 uur | Dembélé 3', 47' Sterling 20' (e.d.) |       | 12' Fernandinho 28' Sterling 55' Nolito | Celtic Park, Glasgow Toeschouwers: 57.592 Scheidsrechter: Nicola Rizzoli |

|                           |        |                     |                          |                                                                                   |
| 19 oktober 2016 20:45 uur | Celtic | 0 – 2               | Borussia Mönchengladbach | Celtic Park, Glasgow Toeschouwers: 57.814 Scheidsrechter: Anastasios Sidiropoulos |
| 19 oktober 2016 20:45 uur |        | 57' Stindl 77' Hahn |                          | Celtic Park, Glasgow Toeschouwers: 57.814 Scheidsrechter: Anastasios Sidiropoulos |

|                           |                                                 |       |                 |                                                                        |
| 19 oktober 2016 20:45 uur | FC Barcelona                                    | 4 – 0 | Manchester City | Camp Nou, Barcelona Toeschouwers: 96.290 Scheidsrechter: Milorad Mažić |
| 19 oktober 2016 20:45 uur | Messi 17', 61', 69' Neymar 89' Mathieu 71', 73' |       | 53' Bravo       | Camp Nou, Barcelona Toeschouwers: 96.290 Scheidsrechter: Milorad Mažić |

|                           |                          |       |                    |                                                                                 |
| 1 november 2016 20:45 uur | Borussia Mönchengladbach | 1 – 1 | Celtic             | Borussia-Park, Mönchengladbach Toeschouwers: 46.283 Scheidsrechter: Jorge Sousa |
| 1 november 2016 20:45 uur | Stindl 32' Korb 75'      |       | 76' (pen.) Dembélé | Borussia-Park, Mönchengladbach Toeschouwers: 46.283 Scheidsrechter: Jorge Sousa |

|                           |                                 |       |              |                                                                               |
| 1 november 2016 20:45 uur | Manchester City                 | 3 – 1 | FC Barcelona | Etihad Stadium, Manchester Toeschouwers: 53.340 Scheidsrechter: Viktor Kassai |
| 1 november 2016 20:45 uur | Gündoğan 39', 74' De Bruyne 51' |       | 21' Messi    | Etihad Stadium, Manchester Toeschouwers: 53.340 Scheidsrechter: Viktor Kassai |

|                            |        |                       |              |                                                                          |
| 23 november 2016 20:45 uur | Celtic | 0 – 2                 | FC Barcelona | Celtic Park, Glasgow Toeschouwers: 57.937 Scheidsrechter: Daniele Orsato |
| 23 november 2016 20:45 uur |        | 24', 56' (pen.) Messi |              | Celtic Park, Glasgow Toeschouwers: 57.937 Scheidsrechter: Daniele Orsato |

|                            |                             |       |                                  |                                                                                  |
| 23 november 2016 20:45 uur | Borussia Mönchengladbach    | 1 – 1 | Manchester City                  | Borussia-Park, Mönchengladbach Toeschouwers: 45.921 Scheidsrechter: Cüneyt Çakır |
| 23 november 2016 20:45 uur | Raffael 23' Stindl 20', 51' |       | 45+1' Silva 43', 63' Fernandinho | Borussia-Park, Mönchengladbach Toeschouwers: 45.921 Scheidsrechter: Cüneyt Çakır |

|                           |                               |       |                          |                                                                          |
| 6 december 2016 20:45 uur | FC Barcelona                  | 4 – 0 | Borussia Mönchengladbach | Camp Nou, Barcelona Toeschouwers: 67.157 Scheidsrechter: Sergej Karasjov |
| 6 december 2016 20:45 uur | Messi 16' Turan 50', 53', 67' |       |                          | Camp Nou, Barcelona Toeschouwers: 67.157 Scheidsrechter: Sergej Karasjov |

|                           |                 |       |            |                                                                               |
| 6 december 2016 20:45 uur | Manchester City | 1 – 1 | Celtic     | Etihad Stadium, Manchester Toeschouwers: 51.297 Scheidsrechter: Slavko Vinčić |
| 6 december 2016 20:45 uur | Iheanacho 8'    |       | 4' Roberts | Etihad Stadium, Manchester Toeschouwers: 51.297 Scheidsrechter: Slavko Vinčić |

#### Poule D
| Club            | Wed | Win | Gel | Ver | DV | DT | +/− | Pnt |
| --------------- | --- | --- | --- | --- | -- | -- | --- | --- |
| Atlético Madrid | 6   | 5   | 0   | 1   | 7  | 2  | +5  | 15  |
| Bayern München  | 6   | 4   | 0   | 2   | 14 | 6  | +8  | 12  |
| FK Rostov       | 6   | 1   | 2   | 3   | 6  | 12 | −6  | 5   |
| PSV             | 6   | 0   | 2   | 4   | 4  | 11 | −7  | 2   |

|                             |                                                                 |       |           |                                                                            |
| 13 september 2016 20:45 uur | Bayern München                                                  | 5 – 0 | FK Rostov | Allianz Arena, München Toeschouwers: 70.000 Scheidsrechter: Anthony Taylor |
| 13 september 2016 20:45 uur | Lewandowski 28' (pen.) Müller 45+2' Kimmich 53', 60' Bernat 90' |       |           | Allianz Arena, München Toeschouwers: 70.000 Scheidsrechter: Anthony Taylor |

|                             |     |            |                 |                                                                                 |
| 13 september 2016 20:45 uur | PSV | 0 – 1      | Atlético Madrid | Philips Stadion, Eindhoven Toeschouwers: 33.989 Scheidsrechter: Martin Atkinson |
| 13 september 2016 20:45 uur |     | 43' Ñíguez |                 | Philips Stadion, Eindhoven Toeschouwers: 33.989 Scheidsrechter: Martin Atkinson |

|                             |                 |       |                |                                                                                        |
| 28 september 2016 20:45 uur | Atlético Madrid | 1 – 0 | Bayern München | Estadio Vicente Calderón, Madrid Toeschouwers: 48.242 Scheidsrechter: Szymon Marciniak |
| 28 september 2016 20:45 uur | Carrasco 35'    |       |                | Estadio Vicente Calderón, Madrid Toeschouwers: 48.242 Scheidsrechter: Szymon Marciniak |

|                             |               |       |                              |                                                                                |
| 28 september 2016 20:45 uur | FK Rostov     | 2 – 2 | PSV                          | Olimp-2, Rostov aan de Don Toeschouwers: 12.646 Scheidsrechter: Clément Turpin |
| 28 september 2016 20:45 uur | Poloz 8', 37' |       | 14' Pröpper 45+2' L. de Jong | Olimp-2, Rostov aan de Don Toeschouwers: 12.646 Scheidsrechter: Clément Turpin |

|                           |           |              |                 |                                                                                |
| 19 oktober 2016 20:45 uur | FK Rostov | 0 – 1        | Atlético Madrid | Olimp-2, Rostov aan de Don Toeschouwers: 15.400 Scheidsrechter: Daniele Orsato |
| 19 oktober 2016 20:45 uur |           | 62' Carrasco |                 | Olimp-2, Rostov aan de Don Toeschouwers: 15.400 Scheidsrechter: Daniele Orsato |

|                           |                                                   |       |              |                                                                            |
| 19 oktober 2016 20:45 uur | Bayern München                                    | 4 – 1 | PSV          | Allianz Arena, München Toeschouwers: 70.000 Scheidsrechter: William Collum |
| 19 oktober 2016 20:45 uur | Müller 13' Kimmich 21' Lewandowski 59' Robben 84' |       | 41' Narsingh | Allianz Arena, München Toeschouwers: 70.000 Scheidsrechter: William Collum |

|                           |                      |       |            |                                                                                     |
| 1 november 2016 20:45 uur | Atlético Madrid      | 2 – 1 | FK Rostov  | Estadio Vicente Calderón, Madrid Toeschouwers: 40.392 Scheidsrechter: Craig Thomson |
| 1 november 2016 20:45 uur | Griezmann 28', 90+3' |       | 30' Azmoun | Estadio Vicente Calderón, Madrid Toeschouwers: 40.392 Scheidsrechter: Craig Thomson |

|                           |           |       |                             |                                                                                 |
| 1 november 2016 20:45 uur | PSV       | 1 – 2 | Bayern München              | Philips Stadion, Eindhoven Toeschouwers: 35.000 Scheidsrechter: Gianluca Rocchi |
| 1 november 2016 20:45 uur | Arias 14' |       | 34' (pen.), 74' Lewandowski | Philips Stadion, Eindhoven Toeschouwers: 35.000 Scheidsrechter: Gianluca Rocchi |

|                            |                                       |       |                              |                                                                                   |
| 23 november 2016 18:00 uur | FK Rostov                             | 3 – 2 | Bayern München               | Olimp-2, Rostov aan de Don Toeschouwers: 15.211 Scheidsrechter: Artur Soares Dias |
| 23 november 2016 18:00 uur | Azmoun 44' Poloz 50' (pen.) Noboa 67' |       | 35' Douglas Costa 52' Bernat | Olimp-2, Rostov aan de Don Toeschouwers: 15.211 Scheidsrechter: Artur Soares Dias |

|                            |                           |       |     |                                                                                         |
| 23 november 2016 20:45 uur | Atlético Madrid           | 2 – 0 | PSV | Estadio Vicente Calderón, Madrid Toeschouwers: 37.891 Scheidsrechter: Aleksej Koelbakov |
| 23 november 2016 20:45 uur | Gameiro 55' Griezmann 66' |       |     | Estadio Vicente Calderón, Madrid Toeschouwers: 37.891 Scheidsrechter: Aleksej Koelbakov |

|                           |                 |       |                 |                                                                            |
| 6 december 2016 20:45 uur | Bayern München  | 1 – 0 | Atlético Madrid | Allianz Arena, München Toeschouwers: 70.000 Scheidsrechter: Clément Turpin |
| 6 december 2016 20:45 uur | Lewandowski 28' |       |                 | Allianz Arena, München Toeschouwers: 70.000 Scheidsrechter: Clément Turpin |

|                           |     |       |           |                                                                               |
| 6 december 2016 20:45 uur | PSV | 0 – 0 | FK Rostov | Philips Stadion, Eindhoven Toeschouwers: 33.400 Scheidsrechter: Deniz Aytekin |
| 6 december 2016 20:45 uur |     |       |           | Philips Stadion, Eindhoven Toeschouwers: 33.400 Scheidsrechter: Deniz Aytekin |

#### Poule E
| Club              | Wed | Win | Gel | Ver | DV | DT | +/− | Pnt |
| ----------------- | --- | --- | --- | --- | -- | -- | --- | --- |
| AS Monaco         | 6   | 3   | 2   | 1   | 9  | 7  | +2  | 11  |
| Bayer Leverkusen  | 6   | 2   | 4   | 0   | 8  | 4  | +4  | 10  |
| Tottenham Hotspur | 6   | 2   | 1   | 3   | 6  | 6  | 0   | 7   |
| CSKA Moskou       | 6   | 0   | 3   | 3   | 5  | 11 | −6  | 3   |

|                             |                           |       |                             |                                                                          |
| 14 september 2016 20:45 uur | Bayer Leverkusen          | 2 – 2 | CSKA Moskou                 | BayArena, Leverkusen Toeschouwers: 23.459 Scheidsrechter: Daniele Orsato |
| 14 september 2016 20:45 uur | Mehmedi 9' Çalhanoğlu 15' |       | 36' Dzagojev 38' Jerjomenko | BayArena, Leverkusen Toeschouwers: 23.459 Scheidsrechter: Daniele Orsato |

|                             |                   |       |                     |                                                                              |
| 14 september 2016 20:45 uur | Tottenham Hotspur | 1 – 2 | AS Monaco           | Wembley Stadium, Londen Toeschouwers: 85.011 Scheidsrechter: Gianluca Rocchi |
| 14 september 2016 20:45 uur | Alderweireld 45'  |       | 15' Silva 31' Lemar | Wembley Stadium, Londen Toeschouwers: 85.011 Scheidsrechter: Gianluca Rocchi |

|                             |            |       |                  |                                                                            |
| 27 september 2016 20:45 uur | AS Monaco  | 1 – 1 | Bayer Leverkusen | Stade Louis II, Monaco Toeschouwers: 8.100 Scheidsrechter: David Fernández |
| 27 september 2016 20:45 uur | Glik 90+4' |       | 73' Hernández    | Stade Louis II, Monaco Toeschouwers: 8.100 Scheidsrechter: David Fernández |

|                             |             |         |                   |                                                                               |
| 27 september 2016 20:45 uur | CSKA Moskou | 0 – 1   | Tottenham Hotspur | Arena Chimki, Moskou Toeschouwers: 26.153 Scheidsrechter: Antonio Mateu Lahoz |
| 27 september 2016 20:45 uur |             | 71' Son |                   | Arena Chimki, Moskou Toeschouwers: 26.153 Scheidsrechter: Antonio Mateu Lahoz |

|                           |             |       |           |                                                                                |
| 18 oktober 2016 20:45 uur | CSKA Moskou | 1 – 1 | AS Monaco | Arena Chimki, Moskou Toeschouwers: 24.125 Scheidsrechter: Martin Strömbergsson |
| 18 oktober 2016 20:45 uur | Traoré 34'  |       | 87' Silva | Arena Chimki, Moskou Toeschouwers: 24.125 Scheidsrechter: Martin Strömbergsson |

|                           |                  |       |                   |                                                                        |
| 18 oktober 2016 20:45 uur | Bayer Leverkusen | 0 – 0 | Tottenham Hotspur | BayArena, Leverkusen Toeschouwers: 28.887 Scheidsrechter: Cüneyt Çakır |
| 18 oktober 2016 20:45 uur |                  |       |                   | BayArena, Leverkusen Toeschouwers: 28.887 Scheidsrechter: Cüneyt Çakır |

|                           |                             |       |             |                                                                       |
| 2 november 2016 20:45 uur | AS Monaco                   | 3 – 0 | CSKA Moskou | Stade Louis II, Monaco Toeschouwers: 10.029 Scheidsrechter: Matej Jug |
| 2 november 2016 20:45 uur | Germain 13' Falcao 29', 41' |       |             | Stade Louis II, Monaco Toeschouwers: 10.029 Scheidsrechter: Matej Jug |

|                           |                   |           |                  |                                                                             |
| 2 november 2016 20:45 uur | Tottenham Hotspur | 0 – 1     | Bayer Leverkusen | Wembley Stadium, Londen Toeschouwers: 85.512 Scheidsrechter: Jonas Eriksson |
| 2 november 2016 20:45 uur |                   | 65' Kampl |                  | Wembley Stadium, Londen Toeschouwers: 85.512 Scheidsrechter: Jonas Eriksson |

|                            |                   |       |                  |                                                                                    |
| 22 november 2016 20:45 uur | CSKA Moskou       | 1 – 1 | Bayer Leverkusen | Arena Chimki, Moskou Toeschouwers: 19.164 Scheidsrechter: Alberto Undiano Mallenco |
| 22 november 2016 20:45 uur | Natkho 76' (pen.) |       | 16' Volland      | Arena Chimki, Moskou Toeschouwers: 19.164 Scheidsrechter: Alberto Undiano Mallenco |

|                            |                      |       |                   |                                                                           |
| 22 november 2016 20:45 uur | AS Monaco            | 2 – 1 | Tottenham Hotspur | Stade Louis II, Monaco Toeschouwers: 13.100 Scheidsrechter: Björn Kuipers |
| 22 november 2016 20:45 uur | Sidibé 48' Lemar 53' |       | 52' (pen.) Kane   | Stade Louis II, Monaco Toeschouwers: 13.100 Scheidsrechter: Björn Kuipers |

|                           |                                                  |       |           |                                                                             |
| 7 december 2016 20:45 uur | Bayer Leverkusen                                 | 3 – 0 | AS Monaco | BayArena, Leverkusen Toeschouwers: 21.928 Scheidsrechter: Gediminas Mažeika |
| 7 december 2016 20:45 uur | Joertsjenko 30' Brandt 48' De Sanctis 82' (e.d.) |       |           | BayArena, Leverkusen Toeschouwers: 21.928 Scheidsrechter: Gediminas Mažeika |

|                           |                                          |       |              |                                                                             |
| 7 december 2016 20:45 uur | Tottenham Hotspur                        | 3 – 1 | CSKA Moskou  | Wembley Stadium, Londen Toeschouwers: 62.034 Scheidsrechter: Nicola Rizzoli |
| 7 december 2016 20:45 uur | Alli 38' Kane 45+1' Akinfejev 77' (e.d.) |       | 33' Dzagojev | Wembley Stadium, Londen Toeschouwers: 62.034 Scheidsrechter: Nicola Rizzoli |

#### Poule F
| Club              | Wed | Win | Gel | Ver | DV | DT | +/− | Pnt |
| ----------------- | --- | --- | --- | --- | -- | -- | --- | --- |
| Borussia Dortmund | 6   | 4   | 2   | 0   | 21 | 9  | +12 | 14  |
| Real Madrid       | 6   | 3   | 3   | 0   | 16 | 10 | +6  | 12  |
| Legia Warschau    | 6   | 1   | 1   | 4   | 9  | 24 | −15 | 4   |
| Sporting Lissabon | 6   | 1   | 0   | 5   | 5  | 8  | −3  | 3   |

|                             |                          |       |                   |                                                                                          |
| 14 september 2016 20:45 uur | Real Madrid              | 2 – 1 | Sporting Lissabon | Estadio Santiago Bernabéu, Madrid Toeschouwers: 72.179 Scheidsrechter: Paolo Tagliavento |
| 14 september 2016 20:45 uur | Ronaldo 89' Morata 90+5' |       | 47' Bruno César   | Estadio Santiago Bernabéu, Madrid Toeschouwers: 72.179 Scheidsrechter: Paolo Tagliavento |

|                             |                |                                                                                  |                   |                                                                                        |
| 14 september 2016 20:45 uur | Legia Warschau | 0 – 6                                                                            | Borussia Dortmund | Wojska Polskiegostadion, Warschau Toeschouwers: 27.304 Scheidsrechter: Sergej Karasjov |
| 14 september 2016 20:45 uur |                | 7' Götze 15' Papastathopoulos 17' Bartra 51' Guerreiro 76' Castro 87' Aubameyang |                   | Wojska Polskiegostadion, Warschau Toeschouwers: 27.304 Scheidsrechter: Sergej Karasjov |

|                             |                             |       |                        |                                                                                   |
| 27 september 2016 20:45 uur | Borussia Dortmund           | 2 – 2 | Real Madrid            | Signal Iduna Park, Dortmund Toeschouwers: 65.849 Scheidsrechter: Mark Clattenburg |
| 27 september 2016 20:45 uur | Aubameyang 43' Schürrle 87' |       | 17' Ronaldo 68' Varane | Signal Iduna Park, Dortmund Toeschouwers: 65.849 Scheidsrechter: Mark Clattenburg |

|                             |                    |       |                |                                                                                     |
| 27 september 2016 20:45 uur | Sporting Lissabon  | 2 – 0 | Legia Warschau | Estádio José Alvalade, Lissabon Toeschouwers: 40.094 Scheidsrechter: Michael Oliver |
| 27 september 2016 20:45 uur | Ruiz 28'} Dost 37' |       |                | Estádio José Alvalade, Lissabon Toeschouwers: 40.094 Scheidsrechter: Michael Oliver |

|                           |                   |       |                         |                                                                                    |
| 18 oktober 2016 20:45 uur | Sporting Lissabon | 1 – 2 | Borussia Dortmund       | Estádio José Alvalade, Lissabon Toeschouwers: 46.609 Scheidsrechter: Damir Skomina |
| 18 oktober 2016 20:45 uur | Bruno César 67'   |       | 9' Aubameyang 43' Weigl | Estádio José Alvalade, Lissabon Toeschouwers: 46.609 Scheidsrechter: Damir Skomina |

|                           |                                                                  |       |                    |                                                                                     |
| 18 oktober 2016 20:45 uur | Real Madrid                                                      | 5 – 1 | Legia Warschau     | Estadio Santiago Bernabéu, Madrid Toeschouwers: 70.251 Scheidsrechter: Ruddy Buquet |
| 18 oktober 2016 20:45 uur | Bale 16' Jodłowiec 20' (e.d.) Asensio 37' Vázquez 68' Morata 84' |       | 22' (pen.) Radović | Estadio Santiago Bernabéu, Madrid Toeschouwers: 70.251 Scheidsrechter: Ruddy Buquet |

|                           |                   |       |                   |                                                                                 |
| 2 november 2016 20:45 uur | Borussia Dortmund | 1 – 0 | Sporting Lissabon | Signal Iduna Park, Dortmund Toeschouwers: 65.849 Scheidsrechter: Danny Makkelie |
| 2 november 2016 20:45 uur | Ramos 12'         |       |                   | Signal Iduna Park, Dortmund Toeschouwers: 65.849 Scheidsrechter: Danny Makkelie |

|                           |                                    |       |                                 |                                                                                  |
| 2 november 2016 20:45 uur | Legia Warschau                     | 3 – 3 | Real Madrid                     | Wojska Polskiegostadion, Warschau Toeschouwers: 0 Scheidsrechter: Pavel Královec |
| 2 november 2016 20:45 uur | Odjidja 40' Radović 58' Moulin 83' |       | 1' Bale 35' Benzema 85' Kovačić | Wojska Polskiegostadion, Warschau Toeschouwers: 0 Scheidsrechter: Pavel Královec |

|                            |                              |       |                        |                                                                                     |
| 22 november 2016 20:45 uur | Sporting Lissabon            | 1 – 2 | Real Madrid            | Estádio José Alvalade, Lissabon Toeschouwers: 50.046 Scheidsrechter: William Collum |
| 22 november 2016 20:45 uur | Silva 80' (pen.) Pereira 64' |       | 29' Varane 87' Benzema | Estádio José Alvalade, Lissabon Toeschouwers: 50.046 Scheidsrechter: William Collum |

|                            |                                                                                          |       |                                              |                                                                                       |
| 22 november 2016 20:45 uur | Borussia Dortmund                                                                        | 8 – 4 | Legia Warschau                               | Signal Iduna Park, Dortmund Toeschouwers: 55.094 Scheidsrechter: Martin Strömbergsson |
| 22 november 2016 20:45 uur | Kagawa 17', 18' Şahin 20' Dembélé 29' Reus 32', 52' Passlack 81' Rzeźniczak 90+2' (e.d.) |       | 10', 24' Prijović 57' Kucharczyk 83' Nikolić | Signal Iduna Park, Dortmund Toeschouwers: 55.094 Scheidsrechter: Martin Strömbergsson |

|                           |                  |       |                         |                                                                                         |
| 7 december 2016 20:45 uur | Real Madrid      | 2 – 2 | Borussia Dortmund       | Estadio Santiago Bernabéu, Madrid Toeschouwers: 76.894 Scheidsrechter: Szymon Marciniak |
| 7 december 2016 20:45 uur | Benzema 28', 53' |       | 60' Aubameyang 88' Reus | Estadio Santiago Bernabéu, Madrid Toeschouwers: 76.894 Scheidsrechter: Szymon Marciniak |

|                           |                |       |                   |                                                                                        |
| 7 december 2016 20:45 uur | Legia Warschau | 1 – 0 | Sporting Lissabon | Wojska Polskiegostadion, Warschau Toeschouwers: 28.232 Scheidsrechter: Gianluca Rocchi |
| 7 december 2016 20:45 uur | Guilherme 30'  |       | 81', 85' Carvalho | Wojska Polskiegostadion, Warschau Toeschouwers: 28.232 Scheidsrechter: Gianluca Rocchi |

#### Poule G
| Club           | Wed | Win | Gel | Ver | DV | DT | +/− | Pnt |
| -------------- | --- | --- | --- | --- | -- | -- | --- | --- |
| Leicester City | 6   | 4   | 1   | 1   | 7  | 6  | +1  | 13  |
| FC Porto       | 6   | 3   | 2   | 1   | 9  | 3  | +6  | 11  |
| FC Kopenhagen  | 6   | 2   | 3   | 1   | 7  | 2  | +5  | 9   |
| Club Brugge    | 6   | 0   | 0   | 6   | 2  | 14 | −12 | 0   |

|                             |             |                                      |                |                                                                                         |
| 14 september 2016 20:45 uur | Club Brugge | 0 – 3                                | Leicester City | Jan Breydelstadion, Brugge Toeschouwers: 20.970 Scheidsrechter: Anastasios Sidiropoulos |
| 14 september 2016 20:45 uur |             | 5' Albrighton 29', 61' (pen.) Mahrez |                | Jan Breydelstadion, Brugge Toeschouwers: 20.970 Scheidsrechter: Anastasios Sidiropoulos |

|                             |            |       |                               |                                                                         |
| 14 september 2016 20:45 uur | FC Porto   | 1 – 1 | FC Kopenhagen                 | Estádio do Dragão, Porto Toeschouwers: 34.325 Scheidsrechter: Matej Jug |
| 14 september 2016 20:45 uur | Otávio 13' |       | 52' Cornelius 12', 67' Greguš | Estádio do Dragão, Porto Toeschouwers: 34.325 Scheidsrechter: Matej Jug |

|                             |                                                              |       |             |                                                                       |
| 27 september 2016 20:45 uur | FC Kopenhagen                                                | 4 – 0 | Club Brugge | Parken, Kopenhagen Toeschouwers: 25.605 Scheidsrechter: Craig Thomson |
| 27 september 2016 20:45 uur | Denswil 53' (e.d.) Delaney 64' Santander 69' Jørgensen 90+2' |       |             | Parken, Kopenhagen Toeschouwers: 25.605 Scheidsrechter: Craig Thomson |

|                             |                |       |          |                                                                                 |
| 27 september 2016 20:45 uur | Leicester City | 1 – 0 | FC Porto | King Power Stadium, Leicester Toeschouwers: 31.805 Scheidsrechter: Cüneyt Çakır |
| 27 september 2016 20:45 uur | Slimani 25'    |       |          | King Power Stadium, Leicester Toeschouwers: 31.805 Scheidsrechter: Cüneyt Çakır |

|                           |                |       |               |                                                                                   |
| 18 oktober 2016 20:45 uur | Leicester City | 1 – 0 | FC Kopenhagen | King Power Stadium, Leicester Toeschouwers: 31.037 Scheidsrechter: Nicola Rizzoli |
| 18 oktober 2016 20:45 uur | Mahrez 40'     |       |               | King Power Stadium, Leicester Toeschouwers: 31.037 Scheidsrechter: Nicola Rizzoli |

|                           |             |       |                              |                                                                                   |
| 18 oktober 2016 20:45 uur | Club Brugge | 1 – 2 | FC Porto                     | Jan Breydelstadion, Brugge Toeschouwers: 23.325 Scheidsrechter: Paolo Tagliavento |
| 18 oktober 2016 20:45 uur | Vossen 12'  |       | 68' Layún 90+3' (pen.) Silva | Jan Breydelstadion, Brugge Toeschouwers: 23.325 Scheidsrechter: Paolo Tagliavento |

|                           |               |       |                |                                                                     |
| 2 november 2016 20:45 uur | FC Kopenhagen | 0 – 0 | Leicester City | Parken, Kopenhagen Toeschouwers: 34.146 Scheidsrechter: Felix Brych |
| 2 november 2016 20:45 uur |               |       |                | Parken, Kopenhagen Toeschouwers: 34.146 Scheidsrechter: Felix Brych |

|                           |           |       |             |                                                                                        |
| 2 november 2016 20:45 uur | FC Porto  | 1 – 0 | Club Brugge | Estádio do Dragão, Porto Toeschouwers: 32.310 Scheidsrechter: Alberto Undiano Mallenco |
| 2 november 2016 20:45 uur | Silva 37' |       |             | Estádio do Dragão, Porto Toeschouwers: 32.310 Scheidsrechter: Alberto Undiano Mallenco |

|                            |                              |       |               |                                                                                 |
| 22 november 2016 20:45 uur | Leicester City               | 2 – 1 | Club Brugge   | King Power Stadium, Leicester Toeschouwers: 31.443 Scheidsrechter: Ruddy Buquet |
| 22 november 2016 20:45 uur | Okazaki 5' Mahrez 30' (pen.) |       | 52' Izquierdo | King Power Stadium, Leicester Toeschouwers: 31.443 Scheidsrechter: Ruddy Buquet |

|                            |               |       |          |                                                                       |
| 22 november 2016 20:45 uur | FC Kopenhagen | 0 – 0 | FC Porto | Parken, Kopenhagen Toeschouwers: 32.036 Scheidsrechter: Milorad Mažić |
| 22 november 2016 20:45 uur |               |       |          | Parken, Kopenhagen Toeschouwers: 32.036 Scheidsrechter: Milorad Mažić |

|                           |             |                                 |               |                                                                                |
| 7 december 2016 20:45 uur | Club Brugge | 0 – 2                           | FC Kopenhagen | Jan Breydelstadion, Brugge Toeschouwers: 18.981 Scheidsrechter: Michael Oliver |
| 7 december 2016 20:45 uur |             | 8' (e.d.) Mechele 15' Jørgensen |               | Jan Breydelstadion, Brugge Toeschouwers: 18.981 Scheidsrechter: Michael Oliver |

|                           |                                                            |       |                |                                                                            |
| 7 december 2016 20:45 uur | FC Porto                                                   | 5 – 0 | Leicester City | Estádio do Dragão, Porto Toeschouwers: 39.310 Scheidsrechter: Felix Zwayer |
| 7 december 2016 20:45 uur | Silva 6', 64' (pen.) Corona 26' Brahimi 44' Diogo Jota 77' |       |                | Estádio do Dragão, Porto Toeschouwers: 39.310 Scheidsrechter: Felix Zwayer |

#### Poule H
| Club           | Wed | Win | Gel | Ver | DV | DT | +/− | Pnt |
| -------------- | --- | --- | --- | --- | -- | -- | --- | --- |
| Juventus       | 6   | 4   | 2   | 0   | 11 | 2  | +9  | 14  |
| Sevilla FC     | 6   | 3   | 2   | 1   | 7  | 3  | +4  | 11  |
| Olympique Lyon | 6   | 2   | 2   | 2   | 5  | 3  | +2  | 8   |
| Dinamo Zagreb  | 6   | 0   | 0   | 6   | 0  | 15 | −15 | 0   |

|                             |                                  |       |               |                                                                                         |
| 14 september 2016 20:45 uur | Olympique Lyon                   | 3 – 0 | Dinamo Zagreb | Parc Olympique Lyonnais, Lyon Toeschouwers: 43.754 Scheidsrechter: Martin Strömbergsson |
| 14 september 2016 20:45 uur | Tolisso 13' Ferri 49' Cornet 57' |       |               | Parc Olympique Lyonnais, Lyon Toeschouwers: 43.754 Scheidsrechter: Martin Strömbergsson |

|                             |          |       |            |                                                                             |
| 14 september 2016 20:45 uur | Juventus | 0 – 0 | Sevilla FC | Juventus Stadium, Turijn Toeschouwers: 33.261 Scheidsrechter: Deniz Aytekin |
| 14 september 2016 20:45 uur |          |       |            | Juventus Stadium, Turijn Toeschouwers: 33.261 Scheidsrechter: Deniz Aytekin |

|                             |                |       |                |                                                                                         |
| 27 september 2016 20:45 uur | Sevilla FC     | 1 – 0 | Olympique Lyon | Estadio Ramón Sánchez Pizjuán, Sevilla Toeschouwers: 36.741 Scheidsrechter: Bas Nijhuis |
| 27 september 2016 20:45 uur | Ben Yedder 53' |       |                | Estadio Ramón Sánchez Pizjuán, Sevilla Toeschouwers: 36.741 Scheidsrechter: Bas Nijhuis |

|                             |               |                                                  |          |                                                                          |
| 27 september 2016 20:45 uur | Dinamo Zagreb | 0 – 4                                            | Juventus | Maksimirstadion, Zagreb Toeschouwers: 23.875 Scheidsrechter: Jorge Sousa |
| 27 september 2016 20:45 uur |               | 24' Pjanić 31' Higuaín 57' Dybala 85' Dani Alves |          | Maksimirstadion, Zagreb Toeschouwers: 23.875 Scheidsrechter: Jorge Sousa |

|                           |               |           |            |                                                                            |
| 18 oktober 2016 20:45 uur | Dinamo Zagreb | 0 – 1     | Sevilla FC | Maksimirstadion, Zagreb Toeschouwers: 6.021 Scheidsrechter: Michael Oliver |
| 18 oktober 2016 20:45 uur |               | 37' Nasri |            | Maksimirstadion, Zagreb Toeschouwers: 6.021 Scheidsrechter: Michael Oliver |

|                           |                |                              |          |                                                                                     |
| 18 oktober 2016 20:45 uur | Olympique Lyon | 0 – 1                        | Juventus | Parc Olympique Lyonnais, Lyon Toeschouwers: 53.907 Scheidsrechter: Szymon Marciniak |
| 18 oktober 2016 20:45 uur |                | 76' Cuadrado 42', 54' Lemina |          | Parc Olympique Lyonnais, Lyon Toeschouwers: 53.907 Scheidsrechter: Szymon Marciniak |

|                           |                                                   |       |                       |                                                                                          |
| 2 november 2016 20:45 uur | Sevilla FC                                        | 4 – 0 | Dinamo Zagreb         | Estadio Ramón Sánchez Pizjuán, Sevilla Toeschouwers: 35.215 Scheidsrechter: Felix Zwayer |
| 2 november 2016 20:45 uur | Vietto 31' Escudero 66' Nzonzi 80' Ben Yedder 87' |       | 11', 45+1' Stojanović | Estadio Ramón Sánchez Pizjuán, Sevilla Toeschouwers: 35.215 Scheidsrechter: Felix Zwayer |

|                           |                    |       |                |                                                                             |
| 2 november 2016 20:45 uur | Juventus           | 1 – 1 | Olympique Lyon | Juventus Stadium, Turijn Toeschouwers: 40.356 Scheidsrechter: Björn Kuipers |
| 2 november 2016 20:45 uur | Higuaín 13' (pen.) |       | 84' Tolisso    | Juventus Stadium, Turijn Toeschouwers: 40.356 Scheidsrechter: Björn Kuipers |

|                            |               |               |                |                                                                            |
| 22 november 2016 20:45 uur | Dinamo Zagreb | 0 – 1         | Olympique Lyon | Maksimirstadion, Zagreb Toeschouwers: 7.834 Scheidsrechter: Pavel Královec |
| 22 november 2016 20:45 uur |               | 72' Lacazette |                | Maksimirstadion, Zagreb Toeschouwers: 7.834 Scheidsrechter: Pavel Královec |

|                            |            |       |                                                    |                                                                                              |
| 22 november 2016 20:45 uur | Sevilla FC | 1 – 3 | Juventus                                           | Estadio Ramón Sánchez Pizjuán, Sevilla Toeschouwers: 38.942 Scheidsrechter: Mark Clattenburg |
| 22 november 2016 20:45 uur | Pareja 9'  |       | 45+2' (pen.) Marchisio 84' Bonucci 90+4' Mandžukić | Estadio Ramón Sánchez Pizjuán, Sevilla Toeschouwers: 38.942 Scheidsrechter: Mark Clattenburg |

|                           |                |       |            |                                                                                   |
| 7 december 2016 20:45 uur | Olympique Lyon | 0 – 0 | Sevilla FC | Parc Olympique Lyonnais, Lyon Toeschouwers: 52.423 Scheidsrechter: Jonas Eriksson |
| 7 december 2016 20:45 uur |                |       |            | Parc Olympique Lyonnais, Lyon Toeschouwers: 52.423 Scheidsrechter: Jonas Eriksson |

|                           |                        |       |               |                                                                              |
| 7 december 2016 20:45 uur | Juventus               | 2 – 0 | Dinamo Zagreb | Juventus Stadium, Turijn Toeschouwers: 39.380 Scheidsrechter: Anthony Taylor |
| 7 december 2016 20:45 uur | Higuaín 52' Rugani 73' |       |               | Juventus Stadium, Turijn Toeschouwers: 39.380 Scheidsrechter: Anthony Taylor |

### Knock-outfase
- Tijdens de loting voor de achtste finale zullen de acht groepswinnaars een geplaatste status hebben, de acht nummers twee zullen een ongeplaatste status hebben. De geplaatste teams zullen worden geloot tegen de ongeplaatste teams. Ploegen die in dezelfde groep zitten en ploegen uit dezelfde landen kunnen in deze ronde niet tegen elkaar worden geloot.
- Vanaf de kwartfinales is er geen geplaatste en ongeplaatste status meer en kan iedereen elkaar loten.

#### Achtste finales
De loting vond plaats op 12 december 2016.
De heenwedstrijden werden gespeeld op 14, 15, 21 en 22 februari 2017. Op 7, 8, 14 en 15 maart 2017 vonden de returns plaats.
| Team 1              | Tot.      | Team 2            | 1e wedstr. | 2e wedstr. |
| ------------------- | --------- | ----------------- | ---------- | ---------- |
| Benfica             | 1 – 4     | Borussia Dortmund | 1 – 0      | 0 – 4      |
| Paris Saint-Germain | 5 – 6     | FC Barcelona      | 4 – 0      | 1 – 6      |
| Bayern München      | 10 – 2    | Arsenal           | 5 – 1      | 5 – 1      |
| Real Madrid         | 6 – 2     | Napoli            | 3 – 1      | 3 – 1      |
| Bayer Leverkusen    | 2 – 4     | Atlético Madrid   | 2 – 4      | 0 – 0      |
| Manchester City     | 6 – 6 (u) | AS Monaco         | 5 – 3      | 1 – 3      |
| FC Porto            | 0 – 3     | Juventus          | 0 – 2      | 0 – 1      |
| Sevilla FC          | 2 – 3     | Leicester City    | 2 – 1      | 0 – 2      |

##### Heenwedstrijden
|                            |               |       |                   |                                                                              |
| 14 februari 2017 20:45 uur | Benfica       | 1 – 0 | Borussia Dortmund | Estádio da Luz, Lissabon Toeschouwers: 55.124 Scheidsrechter: Nicola Rizzoli |
| 14 februari 2017 20:45 uur | Mitroglou 48' |       |                   | Estádio da Luz, Lissabon Toeschouwers: 55.124 Scheidsrechter: Nicola Rizzoli |

|                            |                                          |       |              |                                                                                |
| 14 februari 2017 20:45 uur | Paris Saint-Germain                      | 4 – 0 | FC Barcelona | Parc des Princes, Parijs Toeschouwers: 46.484 Scheidsrechter: Szymon Marciniak |
| 14 februari 2017 20:45 uur | Di María 19', 55' Draxler 40' Cavani 72' |       |              | Parc des Princes, Parijs Toeschouwers: 46.484 Scheidsrechter: Szymon Marciniak |

|                            |                                                       |       |                |                                                                           |
| 15 februari 2017 20:45 uur | Bayern München                                        | 5 – 1 | Arsenal        | Allianz Arena, München Toeschouwers: 70.000 Scheidsrechter: Milorad Mažić |
| 15 februari 2017 20:45 uur | Robben 11' Lewandowski 53' Thiago 56', 63' Müller 88' |       | 30' A. Sánchez | Allianz Arena, München Toeschouwers: 70.000 Scheidsrechter: Milorad Mažić |

|                            |                                    |       |            |                                                                                      |
| 15 februari 2017 20:45 uur | Real Madrid                        | 3 – 1 | Napoli     | Estadio Santiago Bernabéu, Madrid Toeschouwers: 78.000 Scheidsrechter: Damir Skomina |
| 15 februari 2017 20:45 uur | Benzema 19' Kroos 49' Casemiro 54' |       | 8' Insigne | Estadio Santiago Bernabéu, Madrid Toeschouwers: 78.000 Scheidsrechter: Damir Skomina |

|                            |                                |       |                                                        |                                                                          |
| 21 februari 2017 20:45 uur | Bayer Leverkusen               | 2 – 4 | Atlético Madrid                                        | BayArena, Leverkusen Toeschouwers: 29.300 Scheidsrechter: William Collum |
| 21 februari 2017 20:45 uur | Bellarabi 48' Savić 68' (e.d.) |       | 17' Ñíguez 25' Griezmann 59' (pen.) Gameiro 86' Torres | BayArena, Leverkusen Toeschouwers: 29.300 Scheidsrechter: William Collum |

|                            |                                                  |       |                            |                                                                                     |
| 21 februari 2017 20:45 uur | Manchester City                                  | 5 – 3 | AS Monaco                  | Etihad Stadium, Manchester Toeschouwers: 53.351 Scheidsrechter: Antonio Mateu Lahoz |
| 21 februari 2017 20:45 uur | Sterling 26' Agüero 58', 71' Stones 77' Sané 82' |       | 32', 61' Falcao 40' Mbappé | Etihad Stadium, Manchester Toeschouwers: 53.351 Scheidsrechter: Antonio Mateu Lahoz |

|                            |                 |       |                          |                                                                           |
| 22 februari 2017 20:45 uur | FC Porto        | 0 – 2 | Juventus                 | Estádio do Dragão, Porto Toeschouwers: 49.229 Scheidsrechter: Felix Brych |
| 22 februari 2017 20:45 uur | Telles 25', 27' |       | 72' Pjaca 74' Dani Alves | Estádio do Dragão, Porto Toeschouwers: 49.229 Scheidsrechter: Felix Brych |

|                            |                        |       |                |                                                                                            |
| 22 februari 2017 20:45 uur | Sevilla FC             | 2 – 1 | Leicester City | Estadio Ramón Sánchez Pizjuán, Sevilla Toeschouwers: 38.834 Scheidsrechter: Clément Turpin |
| 22 februari 2017 20:45 uur | Sarabia 25' Correa 62' |       | 73' Vardy      | Estadio Ramón Sánchez Pizjuán, Sevilla Toeschouwers: 38.834 Scheidsrechter: Clément Turpin |

##### Terugwedstrijden
|                        |                           |       |                                                                    |                                                                                       |
| 7 maart 2017 20:45 uur | Arsenal                   | 1 – 5 | Bayern München                                                     | Emirates Stadium, Londen Toeschouwers: 59.911 Scheidsrechter: Anastasios Sidiropoulos |
| 7 maart 2017 20:45 uur | Walcott 20' Koscielny 53' |       | 55' (pen.) Lewandowski 68' Robben 78' Douglas Costa 80', 85' Vidal | Emirates Stadium, Londen Toeschouwers: 59.911 Scheidsrechter: Anastasios Sidiropoulos |

|                        |             |       |                                           |                                                                            |
| 7 maart 2017 20:45 uur | Napoli      | 1 – 3 | Real Madrid                               | Stadio San Paolo, Napels Toeschouwers: 56.695 Scheidsrechter: Cüneyt Çakır |
| 7 maart 2017 20:45 uur | Mertens 24' |       | 51' Ramos 57' (e.d.) Mertens 90+1' Morata | Stadio San Paolo, Napels Toeschouwers: 56.695 Scheidsrechter: Cüneyt Çakır |

|                        |                                     |       |         |                                                                                  |
| 8 maart 2017 20:45 uur | Borussia Dortmund                   | 4 – 0 | Benfica | Signal Iduna Park, Dortmund Toeschouwers: 65.849 Scheidsrechter: Martin Atkinson |
| 8 maart 2017 20:45 uur | Aubameyang 4', 61', 85' Pulisic 59' |       |         | Signal Iduna Park, Dortmund Toeschouwers: 65.849 Scheidsrechter: Martin Atkinson |

|                        |                                                                                      |       |                     |                                                                        |
| 8 maart 2017 20:45 uur | FC Barcelona                                                                         | 6 – 1 | Paris Saint-Germain | Camp Nou, Barcelona Toeschouwers: 96.290 Scheidsrechter: Deniz Aytekin |
| 8 maart 2017 20:45 uur | Suárez 3' Kurzawa 40' (e.d.) Messi 50' (pen.) Neymar 88', 90+1' (pen.) Roberto 90+5' |       | 62' Cavani          | Camp Nou, Barcelona Toeschouwers: 96.290 Scheidsrechter: Deniz Aytekin |

|                         |                   |       |             |                                                                              |
| 14 maart 2017 20:45 uur | Juventus          | 1 – 0 | FC Porto    | Juventus Stadium, Turijn Toeschouwers: 41.161 Scheidsrechter: Ovidiu Haţegan |
| 14 maart 2017 20:45 uur | Dybala 42' (pen.) |       | 40' Pereira | Juventus Stadium, Turijn Toeschouwers: 41.161 Scheidsrechter: Ovidiu Haţegan |

|                         |                           |       |                |                                                                                   |
| 14 maart 2017 20:45 uur | Leicester City            | 2 – 0 | Sevilla FC     | King Power Stadium, Leicester Toeschouwers: 31.520 Scheidsrechter: Daniele Orsato |
| 14 maart 2017 20:45 uur | Morgan 27' Albrighton 54' |       | 18', 74' Nasri | King Power Stadium, Leicester Toeschouwers: 31.520 Scheidsrechter: Daniele Orsato |

|                         |                 |       |                  |                                                                                       |
| 15 maart 2017 20:45 uur | Atlético Madrid | 0 – 0 | Bayer Leverkusen | Estadio Vicente Calderón, Madrid Toeschouwers: 49.133 Scheidsrechter: Sergej Karasjov |
| 15 maart 2017 20:45 uur |                 |       |                  | Estadio Vicente Calderón, Madrid Toeschouwers: 49.133 Scheidsrechter: Sergej Karasjov |

|                         |                                    |       |                 |                                                                             |
| 15 maart 2017 20:45 uur | AS Monaco                          | 3 – 1 | Manchester City | Stade Louis II, Monaco Toeschouwers: 15.700 Scheidsrechter: Gianluca Rocchi |
| 15 maart 2017 20:45 uur | Mbappé 8' Fabinho 29' Bakayoko 77' |       | 71' Sané        | Stade Louis II, Monaco Toeschouwers: 15.700 Scheidsrechter: Gianluca Rocchi |

#### Kwartfinales
De loting vond plaats op 17 maart 2017.
De heenwedstrijden werden gespeeld op 11 en 12 april 2017. Op 18 en 19 april 2017 vonden de returns plaats.
| Team 1            | Tot.  | Team 2         | 1e wedstr. | 2e wedstr. |
| ----------------- | ----- | -------------- | ---------- | ---------- |
| Juventus          | 3 – 0 | FC Barcelona   | 3 – 0      | 0 – 0      |
| Borussia Dortmund | 3 – 6 | AS Monaco      | 2 – 3      | 1 – 3      |
| Atlético Madrid   | 2 – 1 | Leicester City | 1 – 0      | 1 – 1      |
| Bayern München    | 3 – 6 | Real Madrid    | 1 – 2      | 2 – 4 (nv) |

##### Heenwedstrijden
|                         |                              |         |              |                                                                                |
| 11 april 2017 20:45 uur | Juventus                     | 3 – 0   | FC Barcelona | Juventus Stadium, Turijn Toeschouwers: 41.092 Scheidsrechter: Szymon Marciniak |
| 11 april 2017 20:45 uur | Dybala 7', 22' Chiellini 55' | Verslag |              | Juventus Stadium, Turijn Toeschouwers: 41.092 Scheidsrechter: Szymon Marciniak |

|                         |                        |         |                                   |                                                                                 |
| 12 april 2017 18:45 uur | Borussia Dortmund      | 2 – 3   | AS Monaco                         | Signal Iduna Park, Dortmund Toeschouwers: 65.849 Scheidsrechter: Daniele Orsato |
| 12 april 2017 18:45 uur | Dembélé 57' Kagawa 84' | Verslag | 19', 79' Mbappé 35' (e.d.) Bender | Signal Iduna Park, Dortmund Toeschouwers: 65.849 Scheidsrechter: Daniele Orsato |

|                         |                      |         |                |                                                                                      |
| 12 april 2017 20:45 uur | Atlético Madrid      | 1 – 0   | Leicester City | Estadio Vicente Calderon, Madrid Toeschouwers: 51.423 Scheidsrechter: Jonas Eriksson |
| 12 april 2017 20:45 uur | Griezmann 28' (pen.) | Verslag |                | Estadio Vicente Calderon, Madrid Toeschouwers: 51.423 Scheidsrechter: Jonas Eriksson |

|                         |                             |         |                  |                                                                             |
| 12 april 2017 20:45 uur | Bayern München              | 1 – 2   | Real Madrid      | Allianz Arena , München Toeschouwers: 70.000 Scheidsrechter: Nicola Rizzoli |
| 12 april 2017 20:45 uur | Vidal 25' Martínez 58', 61' | Verslag | 47', 77' Ronaldo | Allianz Arena , München Toeschouwers: 70.000 Scheidsrechter: Nicola Rizzoli |

##### Terugwedstrijden
|                         |                |         |                 |                                                                                    |
| 18 april 2017 20:45 uur | Leicester City | 1 – 1   | Atlético Madrid | King Power Stadium, Leicester Toeschouwers: 31.548 Scheidsrechter: Gianluca Rocchi |
| 18 april 2017 20:45 uur | Vardy 61'      | Verslag | 26' Ñíguez      | King Power Stadium, Leicester Toeschouwers: 31.548 Scheidsrechter: Gianluca Rocchi |

|                         |                                      |            |                                                       |                                                                                      |
| 18 april 2017 20:45 uur | Real Madrid                          | 4 – 2 (nv) | Bayern München                                        | Estadio Santiago Bernabéu, Madrid Toeschouwers: 78.346 Scheidsrechter: Viktor Kassai |
| 18 april 2017 20:45 uur | Ronaldo 76', 105', 110' Asensio 112' | Verslag    | 53' (pen.) Lewandowski 78' (e.d.) Ramos 5', 84' Vidal | Estadio Santiago Bernabéu, Madrid Toeschouwers: 78.346 Scheidsrechter: Viktor Kassai |

|                         |              |       |          |                                                                        |
| 19 april 2017 20:45 uur | FC Barcelona | 0 – 0 | Juventus | Camp Nou, Barcelona Toeschouwers: 96.290 Scheidsrechter: Björn Kuipers |
| 19 april 2017 20:45 uur | Verslag      |       |          | Camp Nou, Barcelona Toeschouwers: 96.290 Scheidsrechter: Björn Kuipers |

|                         |                                  |         |                   |                                                                           |
| 19 april 2017 20:45 uur | AS Monaco                        | 3 – 1   | Borussia Dortmund | Stade Louis II, Monaco Toeschouwers: 17.135 Scheidsrechter: Damir Skomina |
| 19 april 2017 20:45 uur | Mbappé 3' Falcao 17' Germain 81' | Verslag | 48' Reus          | Stade Louis II, Monaco Toeschouwers: 17.135 Scheidsrechter: Damir Skomina |

#### Halve finales
De loting vond plaats op 21 april 2017.
De heenwedstrijden werden gespeeld op 2 en 3 mei 2017. Op 9 en 10 mei 2017 vonden de returns plaats.
| Team 1      | Tot.  | Team 2          | 1e wedstr. | 2e wedstr. |
| ----------- | ----- | --------------- | ---------- | ---------- |
| Real Madrid | 4 – 2 | Atlético Madrid | 3 – 0      | 1 – 2      |
| AS Monaco   | 1 – 4 | Juventus        | 0 – 2      | 1 – 2      |

##### Heenwedstrijden
|                      |                       |         |                 |                                                                                        |
| 2 mei 2017 20:45 uur | Real Madrid           | 3 – 0   | Atlético Madrid | Estadio Santiago Bernabéu, Madrid Toeschouwers: 77.609 Scheidsrechter: Martin Atkinson |
| 2 mei 2017 20:45 uur | Ronaldo 10', 73', 86' | Verslag |                 | Estadio Santiago Bernabéu, Madrid Toeschouwers: 77.609 Scheidsrechter: Martin Atkinson |

|                      |           |         |                  |                                                                                 |
| 3 mei 2017 20:45 uur | AS Monaco | 0 – 2   | Juventus         | Stade Louis II, Monaco Toeschouwers: 16.762 Scheidsrechter: Antonio Mateu Lahoz |
| 3 mei 2017 20:45 uur |           | Verslag | 29', 59' Higuaín | Stade Louis II, Monaco Toeschouwers: 16.762 Scheidsrechter: Antonio Mateu Lahoz |

##### Terugwedstrijden
|                      |                              |         |            |                                                                             |
| 9 mei 2017 20:45 uur | Juventus                     | 2 – 1   | AS Monaco  | Juventus Stadium, Turijn Toeschouwers: 40.244 Scheidsrechter: Björn Kuipers |
| 9 mei 2017 20:45 uur | Mandžukić 33' Dani Alves 44' | Verslag | 69' Mbappé | Juventus Stadium, Turijn Toeschouwers: 40.244 Scheidsrechter: Björn Kuipers |

|                       |                                 |         |             |                                                                                    |
| 10 mei 2017 20:45 uur | Atlético Madrid                 | 2 – 1   | Real Madrid | Estadio Vicente Calderón, Madrid Toeschouwers: 53.422 Scheidsrechter: Cüneyt Çakır |
| 10 mei 2017 20:45 uur | Ñíguez 12' Griezmann 16' (pen.) | Verslag | 42' Isco    | Estadio Vicente Calderón, Madrid Toeschouwers: 53.422 Scheidsrechter: Cüneyt Çakır |

#### Finale
De loting voor de thuisspelende ploeg tijdens de finale vond plaats op 21 april 2017.
|                       |                                 |         |                                           |                                                                              |
| 3 juni 2017 20:45 uur | Juventus                        | 1 – 4   | Real Madrid                               | Millennium Stadium, Cardiff Toeschouwers: 65.842 Scheidsrechter: Felix Brych |
| 3 juni 2017 20:45 uur | Mandžukić 27' Cuadrado 72', 84' | Verslag | 20', 64' Ronaldo 61' Casemiro 90' Asensio | Millennium Stadium, Cardiff Toeschouwers: 65.842 Scheidsrechter: Felix Brych |

## Kampioen
| UEFA Champions League 2016/2017 |
| ------------------------------- |
| Real Madrid 12de titel          |

## Statistieken

### Topscorers
Laatst bijgewerkt tot en met 3 juni 2017.

Bij een gelijk aantal doelpunten geldt het minst aantal speelminuten.

| rang | naam                      | club                | goals | minuten gespeeld |
| ---- | ------------------------- | ------------------- | ----- | ---------------- |
| 1    | Cristiano Ronaldo         | Real Madrid         | 12    | 1200'            |
| 2    | Lionel Messi              | Barcelona           | 11    | 810'             |
| 3    | Edinson Cavani            | Paris Saint-Germain | 8     | 719'             |
| 3    | Robert Lewandowski        | Bayern München      | 8     | 794'             |
| 5    | Pierre-Emerick Aubameyang | Borussia Dortmund   | 7     | 708'             |
| 6    | Kylian Mbappé             | AS Monaco           | 6     | 536'             |
| 6    | Antoine Griezmann         | Atlético Madrid     | 6     | 1068'            |
| 8    | Sergio Agüero             | Manchester City     | 5     | 541'             |
| 8    | Dries Mertens             | Napoli              | 5     | 571'             |
| 8    | Radamel Falcao            | AS Monaco           | 5     | 666'             |
| 8    | Karim Benzema             | Real Madrid         | 5     | 877'             |
| 8    | Gonzalo Higuaín           | Juventus            | 5     | 949'             |

### Aantal deelnemers per land per ronde
- - Betekent dat het land was vrijgesteld van deze ronde en pas in latere rondes clubs instroomden.

| Land                  | 1e voorronde | 2e voorronde | 3e voorronde | Play-offronde | Groepsfase | 1/8 finale | 1/4 finale | 1/2 finale | Finale | Winnaar |
| --------------------- | ------------ | ------------ | ------------ | ------------- | ---------- | ---------- | ---------- | ---------- | ------ | ------- |
| Spanje                | -            | -            | -            | 1             | 4          | 4          | 3          | 2          | 1      | 1       |
| Italië                | -            | -            | -            | 1             | 2          | 2          | 1          | 1          | 1      |         |
| Frankrijk             | -            | -            | 1            | 1             | 3          | 2          | 1          | 1          |        |         |
| Engeland              | -            | -            | -            | 1             | 4          | 3          | 1          |            |        |         |
| Duitsland             | -            | -            | -            | 1             | 4          | 3          | 2          |            |        |         |
| Portugal              | -            | -            | -            | 1             | 3          | 2          |            |            |        |         |
| Rusland               | -            | -            | 1            | 1             | 2          |            |            |            |        |         |
| Oekraïne              | -            | -            | 1            | 0             | 1          |            |            |            |        |         |
| Nederland             | -            | -            | 1            | 1             | 1          |            |            |            |        |         |
| België                | -            | -            | 1            | 0             | 1          |            |            |            |        |         |
| Zwitserland           | -            | -            | 1            | 1             | 1          |            |            |            |        |         |
| Turkije               | -            | -            | 1            | 0             | 1          |            |            |            |        |         |
| Kroatië               | -            | 1            | 1            | 1             | 1          |            |            |            |        |         |
| Polen                 | -            | 1            | 1            | 1             | 1          |            |            |            |        |         |
| Denemarken            | -            | 1            | 1            | 1             | 1          |            |            |            |        |         |
| Schotland             | -            | 1            | 1            | 1             | 1          |            |            |            |        |         |
| Bulgarije             | -            | 1            | 1            | 1             | 1          |            |            |            |        |         |
| Tsjechië              | -            | -            | 2            | 1             |            |            |            |            |        |         |
| Roemenië              | -            | -            | 2            | 1             |            |            |            |            |        |         |
| Oostenrijk            | -            | 1            | 1            | 1             |            |            |            |            |        |         |
| Cyprus                | -            | 1            | 1            | 1             |            |            |            |            |        |         |
| Israël                | -            | 1            | 1            | 1             |            |            |            |            |        |         |
| Ierland               | -            | 1            | 1            | 1             |            |            |            |            |        |         |
| Griekenland           | -            | -            | 2            |               |            |            |            |            |        |         |
| Wit-Rusland           | -            | 1            | 1            |               |            |            |            |            |        |         |
| Noorwegen             | -            | 1            | 1            |               |            |            |            |            |        |         |
| Servië                | -            | 1            | 1            |               |            |            |            |            |        |         |
| Azerbeidzjan          | -            | 1            | 1            |               |            |            |            |            |        |         |
| Slowakije             | -            | 1            | 1            |               |            |            |            |            |        |         |
| Kazachstan            | -            | 1            | 1            |               |            |            |            |            |        |         |
| Georgië               | -            | 1            | 1            |               |            |            |            |            |        |         |
| Albanië               | -            | 1            | 1            |               |            |            |            |            |        |         |
| Zweden                | -            | 1            |              |               |            |            |            |            |        |         |
| Slovenië              | -            | 1            |              |               |            |            |            |            |        |         |
| Hongarije             | -            | 1            |              |               |            |            |            |            |        |         |
| Moldavië              | -            | 1            |              |               |            |            |            |            |        |         |
| Finland               | -            | 1            |              |               |            |            |            |            |        |         |
| IJsland               | -            | 1            |              |               |            |            |            |            |        |         |
| Bosnië en Herzegovina | -            | 1            |              |               |            |            |            |            |        |         |
| Macedonië             | -            | 1            |              |               |            |            |            |            |        |         |
| Montenegro            | -            | 1            |              |               |            |            |            |            |        |         |
| Luxemburg             | -            | 1            |              |               |            |            |            |            |        |         |
| Noord-Ierland         | -            | 1            |              |               |            |            |            |            |        |         |
| Litouwen              | -            | 1            |              |               |            |            |            |            |        |         |
| Letland               | -            | 1            |              |               |            |            |            |            |        |         |
| Malta                 | 1            | 1            |              |               |            |            |            |            |        |         |
| Wales                 | 1            | 1            |              |               |            |            |            |            |        |         |
| Armenië               | 1            | 1            |              |               |            |            |            |            |        |         |
| Gibraltar             | 1            | 1            |              |               |            |            |            |            |        |         |
| Estland               | 1            |              |              |               |            |            |            |            |        |         |
| Faeröer               | 1            |              |              |               |            |            |            |            |        |         |
| Andorra               | 1            |              |              |               |            |            |            |            |        |         |
| San Marino            | 1            |              |              |               |            |            |            |            |        |         |